# 汪思溫
汪思溫（1077年—1157年），字汝直。四明鄞县（今属浙江省宁波市）人。
汪洙的長子。汪思齊之兄長。政和二年，以太学上舍生中進士，授登封县尉。历提举江西盐茶公事、知衢州，有明教首领余五婆长期在衢州开化县“传习魔法”。绍兴三年（1133年）三月，朝廷诏汪思温率兵追捕余五婆等，施以重刑。官兵追至九里坑，余五婆率教徒移至遂安白马源，擊殺官兵數百人，朝廷震驚。諫議大夫徐俯劾以無能，致使余五婆之亂擴大。官至太府少卿。樂善好施，濟危扶困，對於“一時寓公寄客困乏不能自存而死、而無所斂葬者，”協助料理後事，為鄉人所稱頌。又喜延譽後進。有子汪大猷，紹興十五年進士。樓璩之妻是汪思溫長女。卒後，史浩寫行狀，孫覿寫墓誌銘。